# Tāzehābād-e Karīmābād
Tāzehābād-e Karīmābād (persiska: تازِهابادِ كَريم آباد, كَريم آباد) är en ort i Iran.   Den ligger i provinsen Kurdistan, i den nordvästra delen av landet, 300 km väster om huvudstaden Teheran. Tāzehābād-e Karīmābād ligger 1 875 meter över havet och antalet invånare är 123.
Terrängen runt Tāzehābād-e Karīmābād är platt åt nordost, men åt sydväst är den kuperad. Runt Tāzehābād-e Karīmābād är det ganska tätbefolkat, med 58 invånare per kvadratkilometer. Närmaste större samhälle är Qorveh, 3,8 km söder om Tāzehābād-e Karīmābād. Trakten runt Tāzehābād-e Karīmābād består i huvudsak av gräsmarker.